# Bulloidea
Bulloidea Gray, 1827 è una superfamiglia di molluschi gasteropodi marini appartenente all'ordine Cephalaspidea.

## Tassonomia
Comprende le seguenti famiglie:
- Bullidae Gray, 1827
- Retusidae Thiele, 1925
- Rhizoridae Dell, 1952
- TornatinidaeP. Fischer, 1883